# Mircea George Florian
Mircea George Florian (* 1. April 1888 in Bukarest; † 31. Oktober 1960) war ein rumänischer Philosoph mit rationalistischer und realistischer Ausrichtung, der u. a. über Henri Bergson arbeitete.

## Leben
Mirceas Vater war der Staatsbeamte George Florian, seine Mutter Barbara geb. Ionescu. 1911 erwarb er seinen Universitätsabschluss an der Fakultät für Humanwissenschaften und Philosophie in Bukarest. Hier hörte er u. a. Vorlesungen bei Petre Paul Negulescu sowie Titu Maiorescu, der ihn stark beeinflusste. 1914 promovierte er in Greifswald über Bergson. Von 1916 bis 1948 lehrte er in Bukarest. 

## Werk
Mircea Florian arbeitete zu verschiedenen Themen der Philosophiegeschichte, Epistemologie, Religionsphilosophie und Logik. Bekannt sind seine Übersetzung und Einleitung zum aristotelischen Organon.

## Werke (Auswahl)
- Der Begriff der Zeit bei Henri Bergson: eine kritische Untersuchung, Greifswald 1914.
- Immanuel Kant, in: Istoria filosofiei moderne II, Bukarest 1938.
- Aristoteles: Organon, 4 Bände, Editura Ştiinţifică, Bukarest 1957–1963.